# Katkuru
Katkuru är en ö i Finland. Den ligger i Skärgårdshavet och i kommunen Gustavs i den ekonomiska regionen  Nystadsregionen i landskapet Egentliga Finland, i den sydvästra delen av landet. Ön ligger omkring 60 kilometer väster om Åbo och omkring 210 kilometer väster om Helsingfors.
Öns area är 2,06 kvadratkilometer och dess största längd är 2,6 kilometer i nord-sydlig riktning.  Öns högsta punkt ligger omkring 30 meter över havet.
Kooskloppi är en liten före detta ö som vuxit ihop med Katkuru i sydöst. I viken som bildas mellan Kooskloppi och resten av Katkuru ligger ön Oorninginkari.

## Klimat
Inlandsklimat råder i trakten. Årsmedeltemperaturen i trakten är 5 °C. Den varmaste månaden är augusti, då medeltemperaturen är 16 °C, och den kallaste är januari, med −5 °C.